# Albanie au Concours Eurovision de la chanson 2024
L'Albanie est l'un des trente-sept pays participants du Concours Eurovision de la chanson 2024 qui se déroule à Malmö en Suède. Le pays est représenté par la chanteuse Besa Kokëdhima et sa chanson Zemrën n'dorë, sélectionnées par le biais du 62e Festivali i Këngës, organisé par le diffuseur albanais RTSH.

## Sélection
Le diffuseur albanais RTSH annonce publiquement la participation du pays à l'Eurovision 2024 le 30 août 2023 et confirme quelques jours plus tard que le Festivali i Këngës 62 comme sera utilisé comme sélection albanaise pour l'Eurovision.

### Format
Cette édition 2024 se compose de deux demi-finales qui ont lieu les 19 et 20 décembre 2023 et d'une finale qui a lieu le 22 décembre. 31 artistes participent au Festival. Si le vainqueur du Festival est désigné par un jury parmi les 22 finalistes, le représentant albanais pour l'Eurovision est désigné par le télévote albanais parmi les 31 participants, y compris ceux éliminés en demi-finale.

### Chansons
Le diffuseur albanais ouvre, du 1er septembre au 10 octobre 2023, la période de dépôt des candidatures. Les artistes sélectionnés sont annoncés le 17 octobre. Trois artistes se retireront par la suite, mais seront remplacés.
| Code | Artiste                  | Chanson              |
| ---- | ------------------------ | -------------------- |
| 1    | Stivi Ushe               | Askush si ty         |
| 2    | Besa Kokëdhima           | Zemrën n'dorë        |
| 3    | Mal Retkoceri            | Çmendur              |
| 4    | Eldis Arrnjeti           | Një kujtim           |
| 5    | Shpat Deda               | S'mund t'fitoj pa ty |
| 6    | Jehona Ponari            | Evol                 |
| 7    | PeterPan Quartet         | Edhe një herë        |
| 8    | Festina Mejzini          | Melos                |
| 9    | Kastro Zizo              | "2073"               |
| 10   | Luan Durmishi            | Përsëritja           |
| 11   | Melodajn Mancaku         | Nuk jemi më          |
| 12   | Olsi Ballta              | Unë                  |
| 13   | Andi Tanko               | Herë pas here        |
| 14   | Sergio Hajdini           | Uragan               |
| 15   | Santino De Bartolo       | Dua të rri me ty     |
| 16   | Olimpia Smajlaj          | Asaj                 |
| 17   | Big Basta & Vesa Luma    | Mbinatyrale          |
| 18   | Elsa Lila                | Mars                 |
| 19   | Jasmina Hako             | Ti                   |
| 20   | Michela Paluca           | Për veten            |
| 21   | Anduel Kovaçi            | Nan'                 |
| 22   | Kleansa Susaj            | Pikturë              |
| 23   | Eden Baja                | Ajër                 |
| 24   | Erina and the Elementals | Jetën n'skaj         |
| 25   | Irma Lepuri              | Më prit              |
| 26   | Arsi Bako                | Zgjohu               |
| 27   | Tiri Gjoci               | Në ëndërr            |
| 28   | Besa Krasniqi            | Esenciale            |
| 29   | Bledi Kaso               | Çdo gjë mbaroi       |
| 30   | Troy Band                | Horizonti i ëndrrave |
| 31   | Martina Serreqi          | Vetëm ty             |

### Résultats
Lors de la finale, Mal Retkoceri et sa chanson Çmendur remportent le Festival. Cependant, c'est Besa Kokëdhima et sa chanson Zemrën n'dorë qui remportent le télévote et sont donc sélectionnées pour représenter l'Albanie au Concours Eurovision de la chanson 2024. La chanteuse annonce le 2 janvier 2024 que la chanson sera réarrangée pour l'Eurovision. La version finale de la chanson sera publiée en mars 2024.

## À l'Eurovision
Lors du tirage au sort des demi-finales réalisé le 30 janvier 2024, l'Albanie a été placée dans la première moitié de la deuxième demi-finale le 9 mai 2024 à laquelle votent l'Espagne, la France et l'Italie. Dans les semaines suivantes, il est annoncé que le pays passera en seconde position. Le 9 mai 2024, jour de la seconde demi-finale, l’Albanie est éliminée, n’arrivant que 15ème et avant-dernière du classement. 